# در جستجوی فریده
در جستجوی فریده یک فیلم مستند به کارگردانی و تهیه‌کنندگی آزاده موسوی و کوروش عطائی، محصول سال ۱۳۹۷ است.
این فیلم در سی و ششمین جشنواره جهانی فیلم فجر به نمایش درآمد. این فیلم به عنوان نماینده سینمای ایران به اسکار ۲۰۲۰ معرفی شد.

## داستان
فیلم دربارهٔ دختری به نام "فریده" است که چهل سال پیش در حرم امام رضا رها شده و بعد از انتقال به شیرخوارگاه توسط زوجی هلندی به فرزندی گرفته شده و به کشور هلند برده می‌شود. فریده که در طول این سال‌ها به‌خاطر ترس از سفر به ایران و تمایل نداشتن خانواده‌اش به وطن بازنگشته، چند سالی است از راه دور جستجویی را برای پیدا کردن خانواده واقعی‌اش شروع کرده و حالا برای اولین بار به ایران سفر می‌کند تا زادگاهش را ببیند و با سه خانواده که مدعی‌اند خانواده واقعی او هستند، ملاقات کند.

## جوایز
- برنده بهترین تدوین در یازدهمین دورهٔ جشنواره سینما حقیقت[۲]
- برنده بهترین موسیقی در یازدهمین دورهٔ جشنواره سینما حقیقت[۲]
- برنده جایزه ویژه دبیر جشنواره در یازدهمین دورهٔ جشنواره سینما حقیقت[۲]
- برنده بهترین فیلم هنر و تجربه در یازدهمین دورهٔ جشنواره سینما حقیقت[۲]
- برنده بهترین موسیقی جشنواره فیلم رشد[۳]
- برندهٔ دیپلم افتخار بهترین کارگردانی جشن مستقل سینمای مستند[۴]
- برندهٔ جایزه بهترین فیلم مستند از آکادمی سینما سینما[۵]
- برندهٔ (تندیس زرین بهترین صداگذاری) بیستمین جشن بزرگ سینمای ایران[۶]
- برنده تندیس بهترین فیلم جشن بزرگ سینمای ایران[۷]
- برنده تندیس حافظ بهترین فیلم مستند در نوزدهمین دوره جشن دنیای تصویر
- برنده تندیس بهترین فیلم بلند جشنواره فیلم نوستالژیا فیلم میلان در اولین دوره جشنواره